# Методи швидкого усного рахунку
Усний рахунок — це математичні обчислення подумки, без допоміжних засобів. Ця здібність людини, розвинена до автоматизму, надає переваги у сучасному цифровому та оцифрованому світі. Ці навички потрібні не тільки під час навчання чи написання ЗНО, а і у повсякденному житті.

## Додавання та віднімання
1) Розрядними одиницями: 47 + 78 = (40 + 70) + (7 + 8) = 110 + 15 = 125;
4,13 + 23,05 = (4 + 23) + (0,13 + 0,05) = 27 + 0,18 = 27,18;
143 — 87 = (140 — 80) + (3 — 7) = 60 — 4 = 56;
2) Округлення одного з доданків: 597 + 138 = 597 + 3 — 3 + 138 = 600 + 135 = 735;
475—298 = 475 + 2 — 2 — 298 = 477—300 = 177;

## Множення
1) Розподільний та сполучний закон: 17 * 33 = 17*30 + 17*3 = 510 + 51 = 561;
41*12 = 40*12 + 1*12 = 480 + 12 = 492;
13*29 = 13*30 — 13*1 = 390 — 13 = 377;
16*48 = 16*50 — 15*2 = 800 — 32 = 768;
2) Множення на 9: (Дописуємо 0 і від результату віднімаємо дане число)
32*9 = 320 — 9 = 311; 145*9 = 1450—145 = 1305;
(варіант — переносимо кому на 1 розряд вправо) 5,6*9 = 56 — 5,6 = 50,4;
11,7*9 = 117 — 11,7 = 105,3;
3) Розкладання одного з множників на прості множники:
46*12 = 46*3*2*2 = 138*2*2 = 276*2 = 552;
20,6*6 = 20,6*3*2 = 61,8*2 = 123,6;
4) Помножити на 5 = дописати 0 і поділити на 2: 128*5 = 1280 : 2 = 640;
Помножити на 0,5 = поділити на 2: 456*0,5 = 456 : 2 = 228;
Помножити на 25 = дописати 00 і двічі поділити на 2: 348*25 = (34800 : 2) : 2 = 17400 : 2 = 8700;
Помножити на 0,25 = двічі поділити на 2: 86*0,25 = (86 : 2) : 2 = 43 : 2 = 21,5;
Помножити на 1,5 = до числа додати його половину : 56*1,5 = 56 + 28 = 84; 3,4*1,5 = 3,4 + 1,7 = 5,1;
Помножити на 4 = двічі помножити на 2: 45*4 = 45*2*2 = 90*2 = 180;
Помножити на 8 = тричі помножити на 2;
Помножити на 0,125 = тричі поділити на 2: 632*0,125 = ((632 : 2) : 2) : 2 = (316 : 2) : 2 = 158 : 2 = 79;

## Застосування деяких формул
1) Різниця квадратів: 58*62 = (60 — 2)(60 + 2) = 3600 — 4 = 3596;
2) Квадрат суми : 72*72 = (70 +2)(70 + 2) = 4900 + 2*2*70 + 4 = 4900 + 280 +4 = 5184;
3) Квадрат різниці : 39*39 = (40 — 1)(40 — 1) = 1600 — 2*40*1 + 1 = 1600 — 80 + 1 = 1521;